# Stig Arlinger
Stig Arlinger, född 1939, är professor emeritus i audiologi och hedersdoktor vid Linköpings universitet och för närvarande gästprofessor vid Institutionen för klinisk och experimentell medicin vid samma universitet.
Arlinger forskar kring tinnitus och hörselskador bland musiker och har deltagit i en mängd expertgrupper och utredningar kring skadliga ljudmiljöer.
Han har två barn, John Arlinger och Cecilia Arlinger Karlsson.